# Комарово (Камень-Каширский район)
Комаро́во (укр. Комарове) — село в Маневичской поселковой общине Камень-Каширского района Волынской области Украины.
До 2020 года входило в Маневичский район.
Код КОАТУУ — 0723683001. Население по переписи 2024 года составляет 736 человек. Почтовый индекс — 44651. Телефонный код — 3376. Занимает площадь 2,49 км².